# Premiul Strega
Premiul Strega este un premiu literar italian, instituit în 1947 de Maria și Goffredo Bellonci și finanțat de Guido Alberti. Se acordă anual pentru roman, memorii, biografii de artă, jurnale.

## Laureați
| An   | Autor                        | Operă                                              |
| ---- | ---------------------------- | -------------------------------------------------- |
| 1947 | Ennio Flaiano                | Tempo di uccidere                                  |
| 1948 | Vincenzo Cardarelli          | Villa Tarantola                                    |
| 1949 | Giovanni Battista Angioletti | La memoria                                         |
| 1950 | Cesare Pavese                | La bella estate                                    |
| 1951 | Corrado Alvaro               | Quasi una vita                                     |
| 1952 | Alberto Moravia              | I racconti                                         |
| 1953 | Massimo Bontempelli          | L'amante fedele                                    |
| 1954 | Mario Soldati                | Lettere da Capri                                   |
| 1955 | Giovanni Comisso             | Un gatto attraversa la strada                      |
| 1956 | Giorgio Bassani              | Cinque storie ferraresi                            |
| 1957 | Elsa Morante                 | L'isola di Arturo                                  |
| 1958 | Dino Buzzati                 | Sessanta racconti                                  |
| 1959 | Giuseppe Tomasi di Lampedusa | Il gattopardo                                      |
| 1960 | Carlo Cassola                | La ragazza di Bube                                 |
| 1961 | Raffaele La Capria           | Ferito a morte                                     |
| 1962 | Mario Tobino                 | Il clandestino                                     |
| 1963 | Natalia Ginzburg             | Lessico famigliare                                 |
| 1964 | Giovanni Arpino              | L'ombra delle colline                              |
| 1965 | Paolo Volponi                | La macchina mondiale                               |
| 1966 | Michele Prisco               | Una spirale di nebbia                              |
| 1967 | Anna Maria Ortese            | Poveri e semplici                                  |
| 1968 | Alberto Bevilacqua           | L'occhio del gatto                                 |
| 1969 | Lalla Romano                 | Le parole tra noi leggere                          |
| 1970 | Guido Piovene                | Le stelle fredde                                   |
| 1971 | Raffaello Brignetti          | La spiaggia d'oro                                  |
| 1972 | Giuseppe Dessì               | Paese d'ombre                                      |
| 1973 | Manlio Cancogni              | Allegri, gioventù                                  |
| 1974 | Guglielmo Petroni            | La morte del fiume                                 |
| 1975 | Tommaso Landolfi             | A caso                                             |
| 1976 | Fausta Cialente              | Le quattro ragazze Wieselberger                    |
| 1977 | Fulvio Tomizza               | La miglior vita                                    |
| 1978 | Ferdinando Camon             | Un altare per la madre                             |
| 1979 | Primo Levi                   | La chiave a stella                                 |
| 1980 | Vittorio Gorresio            | La vita ingenua                                    |
| 1981 | Umberto Eco                  | Il nome della rosa                                 |
| 1982 | Goffredo Parise              | Il sillabario n.2                                  |
| 1983 | Mario Pomilio                | Il Natale del 1833                                 |
| 1984 | Pietro Citati                | Tolstoj                                            |
| 1985 | Carlo Sgorlon                | L'armata dei fiumi perduti                         |
| 1986 | Maria Bellonci               | Rinascimento privato                               |
| 1987 | Stanislao Nievo              | Le isole del paradiso                              |
| 1988 | Gesualdo Bufalino            | Le menzogne della notte                            |
| 1989 | Giuseppe Pontiggia           | La grande sera                                     |
| 1990 | Sebastiano Vassalli          | La chimera                                         |
| 1991 | Paolo Volponi                | La strada per Roma                                 |
| 1992 | Vincenzo Consolo             | Nottetempo, casa per casa                          |
| 1993 | Domenico Rea                 | Ninfa plebea                                       |
| 1994 | Giorgio Montefoschi          | La casa del padre                                  |
| 1995 | Maria Teresa Di Lascia       | Passaggio in ombra                                 |
| 1996 | Alessandro Barbero           | Bella vita e guerre altrui di Mr. Pyle, gentiluomo |
| 1997 | Claudio Magris               | Microcosmi                                         |
| 1998 | Enzo Siciliano               | I bei momenti                                      |
| 1999 | Dacia Maraini                | Buio                                               |
| 2000 | Ernesto Ferrero              | N.                                                 |
| 2001 | Domenico Starnone            | Via Gemito                                         |
| 2002 | Margaret Mazzantini          | Non ti muovere                                     |
| 2003 | Melania Mazzucco             | Vita                                               |
| 2004 | Ugo Riccarelli               | Il dolore perfetto                                 |
| 2005 | Maurizio Maggiani            | Il viaggiatore notturno                            |
| 2006 | Sandro Veronesi              | Caos Calmo                                         |
| 2007 | Niccolò Ammaniti             | Come Dio comanda                                   |
| 2008 | Paolo Giordano               | La solitudine dei numeri primi                     |
| 2009 | Tiziano Scarpa               | Stabat mater                                       |
| 2010 | Antonio Pennacchi            | Canale Mussolini                                   |
| 2011 | Edoardo Nesi                 | Storia della mia gente                             |
| 2012 | Alessandro Piperno           | Inseparabili                                       |
| 2013 | Walter Siti                  | Resistere non serve a nient                        |
| 2014 | Francesco Piccolo            | Il desiderio di essere come tutti                  |
| 2015 | Nicola Lagioia               | La Ferocia                                         |
| 2016 | Edoardo Albinati             | La scuola cattolica                                |
| 2017 | Paolo Cognetti               | Le otto montagne                                   |
| 2018 | Helena Janeczek              | La ragazza con la Leica                            |
| 2019 | Antonio Scurati              | M. Il figlio del secolo                            |
| 2020 | Sandro Veronesi              | Il colibrì                                         |
| 2021 | Emanuele Trevi               | Due vite                                           |
| 2022 | Mario Desiati                | Spatriati                                          |